# Шенини
Шенини (на арабски: شنيني) е берберско село в Южен Тунис, област Татуин.
В селото е разположена известната Джамия на седмината спящи. Шенини е сред най-популярните места сред туристите в Югоизточен Туни.

## История
На хълм в близост до съвременното село се намират руините на старото едноименно село. Градежите на склона на планината датират от XII век. Представлявало е вид укрепено селище, наричан от берберите „ксар“ (или „к'сар“). Както и други подобни берберски селища, то е построено на билото на хълма (в този случай между 2 издатини на хълма), за да се защитава от атаки на араби-бедуини и други врагове.
Някои сгради все още се използват за съхранение на зърно от селяни, които живеят в долината по-долу. Шенини е редовна спирка в Южнотунизийския туристически маршрут, включващ и ксарите Дуйрет, Ксар Улед Солтане, Ксар Хадада.
Шенини и околностите на Татуин са използвани като естествен декор за филми от поредицата Междузвездни войни и са представени като родната планета на филмовия герой Люк Скайуокър.

## Галерия
Архивни снимки отпреди 1945 г.
- Гробище
- Отпътуване
- Общ изглед
- Дом в скалите